# Lego El hobbit
Lego “El hobbit” es un videojuego perteneciente al género de acción-aventura desarrollado por Traveller's Tales. El juego fue lanzado por Warner Bros. Interactive Entertainment el 8 de abril de 2014 en América del Norte, y 11 de abril en Europa. El juego es un seguimiento de Lego El señor de los anillos sobre la base de las primeras dos películas de El hobbit: un viaje inesperado y El hobbit: la desolación de Smaug. El hobbit: la batalla de los Cinco Ejércitos no va a estar disponible para el videojuego. Tiene unas características Lego similares a la de La Gran Aventura Lego: el Videojuego donde Emmet tiene que encontrar las instrucciones para construir ciertos objetos de Lego, solo que en este videojuego que tiene que extraer de los objetos de madera y objetos de cristal para construir. Una versión demo de PC fue lanzado en marzo. Fue lanzado en PlayStation 3, PlayStation 4, PlayStation Vita, Xbox 360, Xbox One, Wii U, Nintendo 3DS y Microsoft Windows. 

## Jugabilidad
El juego muestra varias características de los juegos anteriores, incluyendo una función donde el usuario debe localizar materiales específicos para construir un objeto de Lego grande. Cuando se visualiza una pantalla, el usuario selecciona y de entrada los materiales correctos donde se construye la máquina de Lego y el jugador debe seleccionar las piezas correctas a cambio de postes de madera. 
También los personajes tienen diferentes acciones a realizar, por lo que la Compañía de Thorin Escudo de Roble la conforma un grupo con diferentes capacidades durante la misión, incluyendo a alguien que tiene habilidades de tiro con arco, otro que utiliza un gran martillo que puede mover objetos grandes, otro con las habilidades para extraer minerales de las piedras etcétera. Bilbo tiene sus propias habilidades que mejoran al tiempo que el juego avanza. Primero, cuando él gana, Sting tiene la capacidad de ser un luchador más hábil y cuando se pone el Anillo Único puede desaparecer y construir estructuras de Lego invisibles. 
El juego, similar a los últimos juegos de Lego está compuesto por un gran mapa, en lugar de un único centro, el jugador se puede mover a lo largo de diferentes eventos con los diferentes personajes, que piden a los usuarios mantener un material específico de una misión o para el intercambio de materiales. 
Lugares visitados incluyen Bolsón Cerrado, Hobbiton, Las Montañas Nubladas, Ciudad de los Trasgos, el Bosque Negro, Ciudad del Lago, Dol Guldur, Rivendel y La Montaña Solitaria.

## Argumento
Al igual que sus predecesores, el juego presenta líneas argumentales de las películas El hobbit: un viaje inesperado y El hobbit: la desolación de Smaug. Sin embargo, los desarrolladores modifican los argumentos para adaptarse a los acontecimientos en una serie de capítulos del juego por la película, así como la adición del humor de la serie LEGO que se ha convertido en una característica famosa.

## Audio
Al igual que Lego Batman 2: DC Super Heroes, Lego El hobbit cuenta con minifiguras hablando. Sin embargo, el diálogo se toma directamente de las películas. Voces adicionales fueron proporcionados por Tim Bentinck, Liz May Brice, Clare Corbett, Duncan Duff, Daniel Fino, Joel Fry, Jenny Galloway, Andy Gathergood, Anna Koval, Jonathan Kydd, Steve Kynman, Jamie Lee, Andy Linden, Sara Beck Mather, James Naylor, Emma Pierson, Jason Pitt, Richard Ridings, Emma Tate, y Marcia Warren. 

## Recepción
El juego tuvo un recibimiento de crítica desde mixtas a revisiones positivas. Los críticos elogiaron los efectos visuales del juego y el humor basado en la trilogía de El hobbit de J.R.R. Tolkien, pero criticaron la historia inconexa, igualdad de los personajes y el final.